# Дмитрий Кокорев
Дмитрий Василиевич Кокорев е съветски военен пилот; извършил една от първите таранни атаки във Великата отечествена война (22 юни 1941 г.).

## Биография
Дмитрий Василиевич Кокорев е роден през 1918 г. в село Юриево (сега Пителински район) в Рязанска област. Руснак.
Вдовицата му, Екатерина Гордеевна, живее в Ялта след войната с дъщеря си Мария.

## Образование
Дмитрий Василиевич е завършил летателен клуб и училище за пилоти на военна авиация в Перм.

## Великата отечествена война
1941 г. – член на Всесъюзната комунистическа партия (болшевики). В началото на войната е младши лейтенант в Червената армия, командир на звено в 124-ти изтребителен авиационен полк.

## Подвизи
На 22 юни 1941 г., след като изразходва боеприпасите си, той унищожава опашната част на немски Do-215 с витлото на своя МиГ-3. Вражеският самолет пада; самолетът на Кокорев е повреден, но пилотът успява да го приземи (върху фюзелажа) на малка площ близо до град Замбров (Западна Беларус). За този подвиг Дмитрий Василиевич Кокорев е награден с Орден на Червеното знаме.
На 12 октомври 1941 г. във въздушен бой той сваля вражески Ме-109, атакуващ съветски Пе-2, но попада под противовъздушен огън и загива.
Общо той е извършил над 100 бойни полета и е свалил 5 вражески самолета и загива близо до Ленинград.